# Beljajevo
Beljajevo (Russisch: Беляево uitspraakⓘ) is een station aan de Kaloezjsko-Rizjskaja-lijn van de Moskouse metro. 

## Ligging en inrichting
Op 12 augustus 1974 werd de Kaloezjsko-Rizjskaja-lijn met twee stations aan de zuidkant verlengd. Beljajevo werd het nieuwe zuidelijke eindpunt van de lijn waarmee het aantal metrostations in Moskou op 97 kwam. Het station ligt op 12 meter diepte onder de Profsozoeznajastraat en heeft geen bovengronds stationsgebouw. De twee ondergrondse verdeelhallen liggen elk aan een uiteinde van het perron, een ten noorden en een ten zuiden van de Mikloecho Malajka straat. De verdeelhallen hebben elk twee toegangen aan weerszijden van de Profsoejoeznajastraat.  Het ondiep gelegen zuilenstation is een variant op de duizendpoot, een standaardontwerp uit 1960, en werd ontworpen door de architecten V.G. Polikarpova, V.I. Klokov en L.N. Popov. Het station heeft 52 zuilen die onderling 6,5 meter uit elkaar staan en zijn bekleed met wit marmer. De tunnelwanden zijn betegeld met witte tegels en het perron bestaat uit grijs graniet. Op de tunnelwanden zijn metalen panelen aangebracht van de hand van de kunstenaars D.J. Bodnieska en J.M. Risina. Op de panelen staan afbeeldingen geïnspireerd op Russische volksverhalen, op een van de panelen is het openingsjaar van het station verwerkt. Ten zuiden van het perron liggen opstelsporen waar metro's worden gestald en klein onderhoud kan worden verricht. Voor de verdere verlenging in 1987 werden deze sporen gebruikt als keersporen.    

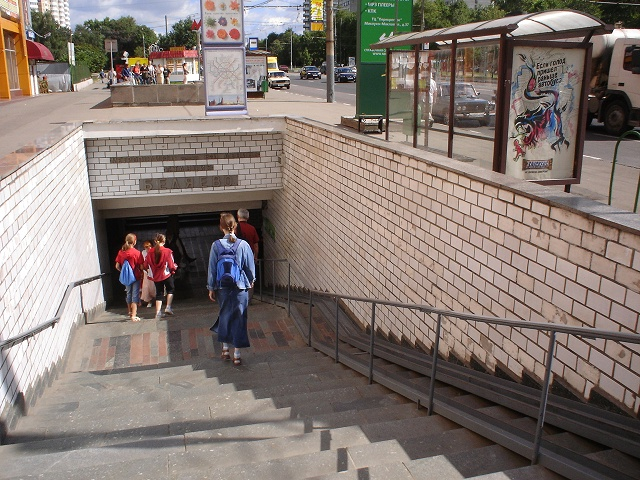
De toegang tot het station
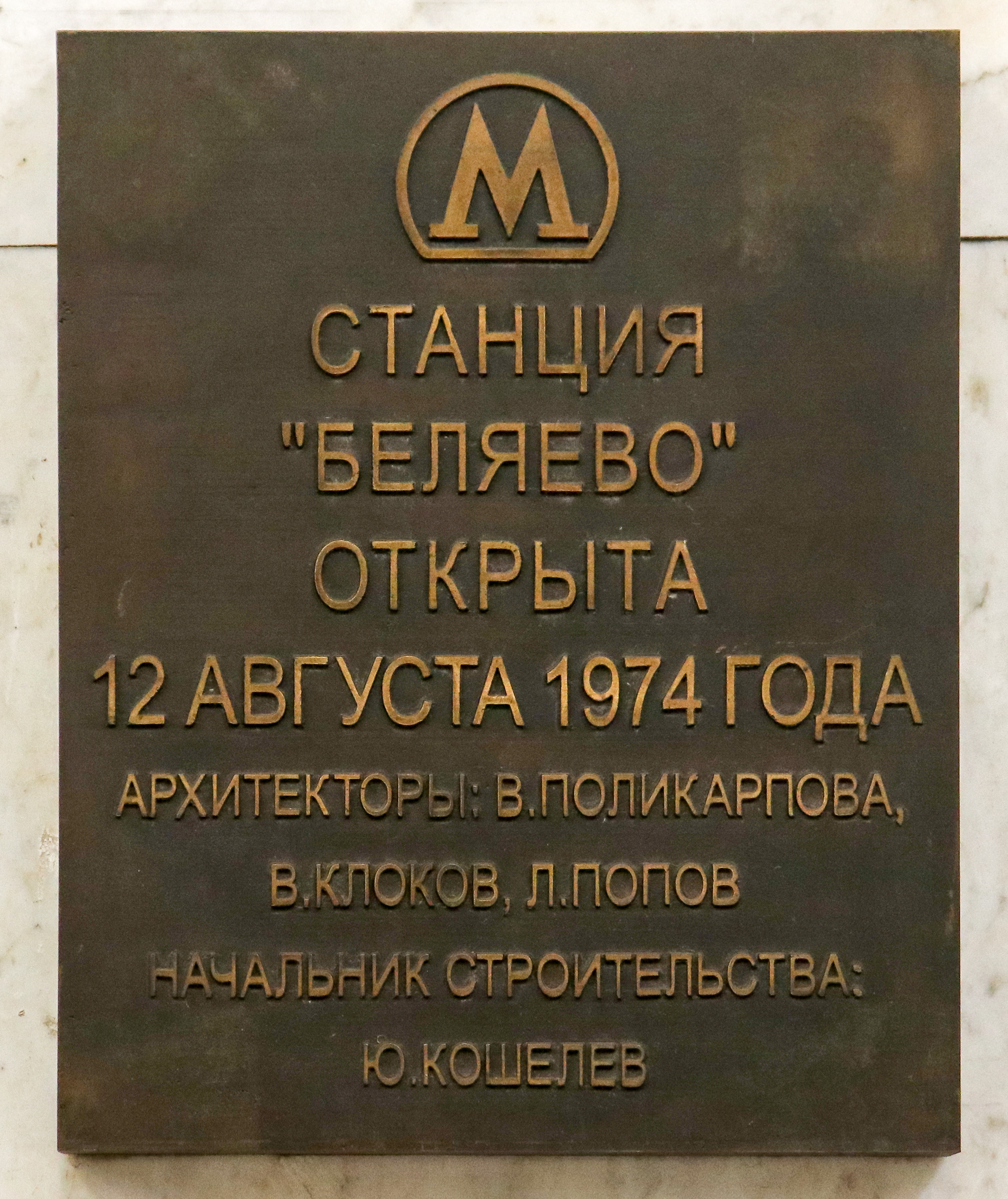
Het officiële naambord
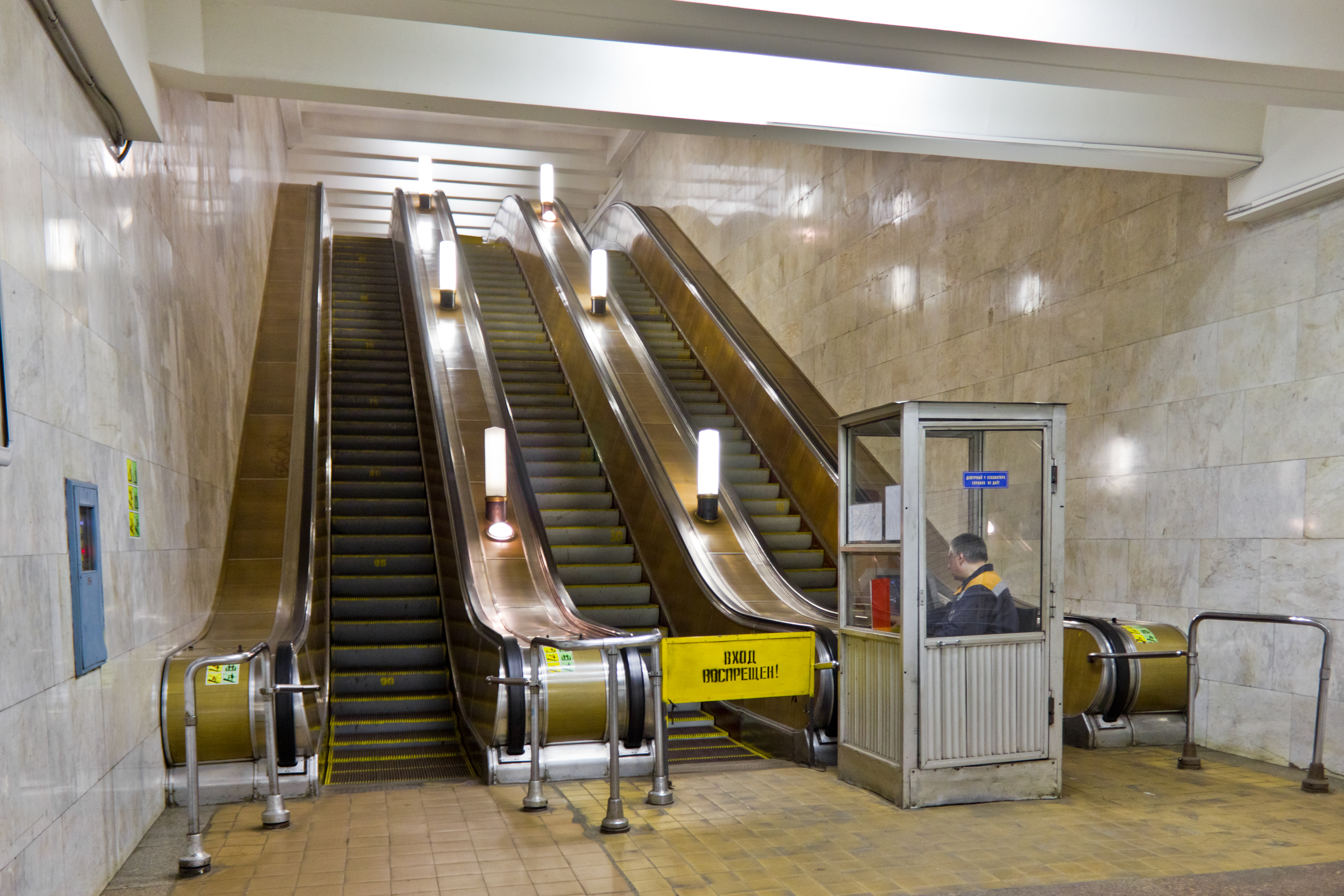
De roltrappen aan de noordkant

## Reizigersverkeer
In maart 2002 werden 59800 instappers dag geteld. Op oneven dagen opent het station om 5:40 uur en op even dagen om 5:25 uur haar deuren voor de reizigers en sluit om 1:00 uur 's nachts. De eerste trein naar het centrum vertrekt op even dagen door de week om 5:47 uur en in het weekeinde om 5:48 uur. Op oneven dagen is dit respectievelijk 6:09 uur en 6:13 uur. In zuidelijke richting vertrekt de eerste trein op even dagen om 5:44 uur. Op oneven werkdagen is dit 5:57 uur en in het weekeinde om 5:55 uur. 